# Mountain Bike nos Jogos Sul-Americanos
O mountain biking fez sua estreia nos jogos Sul-Americanos em 1998 nos jogos de Cuenca - Venezuela

## Masculino
| Ano               | Ouro                          | Prata                       | Bronze                        |
| ----------------- | ----------------------------- | --------------------------- | ----------------------------- |
| 1998 Cuenca       | Diego Garavito (COL)          | Víctor Mendoza (BOL)        | Abraão de Azevedo (BRA)       |
| 2002 Brasil       | Marcio Ravelli (BRA)          | Edivando Cruz (BRA)         | Odair Pereira (BRA)           |
| 2006 Buenos Aires | Hector Paez (COL)             | Edivando Cruz (BRA)         | Ricardo Pscheidt (BRA)        |
| 2010 Medelin      | Hector Paez (COL)             | Rubens Donizete (BRA)       | Fabio Castaneda (COL)         |
| 2014 Santiago     | Henrique Avancini (BRA)       | Rubens Donizete (BRA)       | Catriel Andres Soto (ARG)     |
| 2018 Cochabamba   | Fabio Castaneda (COL)         | Luiz Henrique Cocuzzi (BRA) | William Tobay Mogrovejo (ECU) |
| 2022 Assunção     | Gustavo Pereira Chavier (BRA) | José Gabriel Almeida (BRA)  | Fábio Castaneda (COL)         |

## Feminino
| Ano               | Ouro                         | Prata                       | Bronze                       |
| ----------------- | ---------------------------- | --------------------------- | ---------------------------- |
| 1998 Cuenca       | Flor Marina Delgadillo (COL) | Adriana Nascimento (BRA)    | Magda Cubides (COL)          |
| 2002 Brasil       | Jaqueline Mourão (BRA)       | Erika Gramiscelli (BRA)     | Noelia Rodriguez (ARG)       |
| 2006 Buenos Aires | Jimena Florit (ARG)          | Jaqueline Mourão (BRA)      | Daniela Buntli (CHI)         |
| 2010 Medelin      | Laura Abril (COL)            | Maria Elisa Jaramillo (CHI) | Alexandra Serrano (ECU)      |
| 2014 Santiago     | Agustina Maria Apaza (ARG)   | Raiza Goulão Henrique (BRA) | Angela C. Parra Sierra (COL) |
| 2018 Cochabamba   | Laura Abril (COL)            | Agustina Maria Apaza (ARG)  | Leidy J. Mera Cadena (COL)   |
| 2022 Assunção     | Raiza Goulão (BRA)           | Agustina Maria Apaza (ARG)  | Hercília Najara Souza (BRA)  |

## Quadro de medalhas
| Ordem | País      | Medalha de ouro | Medalha de prata | Medalha de bronze | Total |
| ----- | --------- | --------------- | ---------------- | ----------------- | ----- |
| 1     | Colômbia  | 7               |                  | 5                 | 12    |
| 2     | Brasil    | 5               | 10               | 4                 | 19    |
| 3     | Argentina | 2               | 2                | 2                 | 6     |
| 4     | Chile     |                 | 1                | 1                 | 2     |
| 5     | Bolívia   |                 | 1                |                   | 1     |
| 6     | Equador   |                 |                  | 2                 | 2     |
| TOTAL | TOTAL     | 14              | 14               | 14                | 42    |